# Cuestión de confianza
La cuestión de confianza es el instrumento político del que dispone el presidente del Gobierno o el primer ministro en las formas de gobierno de tipo parlamentarista para afrontar una situación de debilidad del poder ejecutivo frente al Parlamento y mediante la cual el Gobierno pide el expreso respaldo a una política concreta o a un programa. La pérdida de la cuestión lleva generalmente aparejada la dimisión constitucional del presidente y la convocación de elecciones generales.
La cuestión de confianza resulta también en algunos sistemas el contrapoder del ejecutivo frente a una posible moción de censura.

## Diferencia con la moción de censura
La cuestión de confianza es esencialmente igual en su contenido que una moción de censura. Se solicita al Congreso que dictamine si el presidente del Gobierno sigue teniendo o no su confianza y, por tanto, puede gobernar.
El matiz es político: la cuestión de confianza parte del propio Presidente del Gobierno y su fin es conseguir el sí del Congreso, normalmente ante alguna situación de crisis política que le haga necesitar ese respaldo. La moción de censura, por su parte, nace del Parlamento, normalmente de algún grupo de la oposición política, y su finalidad es conseguir la retirada del apoyo al Presidente.
En algunos sistemas parlamentarios, la pérdida de una cuestión de confianza no exige necesariamente la dimisión del Gobierno. En cambio, la pérdida de una moción de censura sí suele implicar la obligación de dimitir.
Además, dado que la finalidad de la moción de censura es destituir al Presidente sustituyéndolo por otro propuesto por la oposición (moción de censura constructiva), en ocasiones se exige que se proponga la alternativa, cosa que no se exige nunca en la cuestión de confianza.

## Por países

### España
Viene regulada en los artículos 112 y 114 de la Constitución española de 1978.

### Francia
Regulada en el artículo 49 de la Constitución francesa de 1958.

### Italia
En Italia se rigen por la Constitución solo la moción de confianza y la de la desconfianza, respectivamente para iniciar y terminar la vida de un gobierno; la cuestión de confianza, que el gobierno pide una Cámara a aprobar sin cambiar su texto, es el resultado de una tradición de finales del siglo XIX y se utiliza cada vez más para acelerar el proceso legislativo, pero no se aplica a normas para la modificación de la Constitución.

### Perú
En el Perú, la figura de la cuestión de confianza se introduce para iniciativas ministeriales en la Constitución de 1933 y se amplía en la Constitución política de 1979, y posteriormente en los artículos 130, 132 y 134 de la Constitución Peruana de 1993.
El planteamiento de una cuestión de confianza es obligatorio solo para la investidura del Presidente del Consejo de Ministros y su gabinete; es voluntario cuando los ministros deciden pedir al Parlamento un voto de confianza por propia iniciativa.
Si el Congreso niega la confianza a dos gabinetes de un mismo mandato, el Presidente de la República queda facultado para disolver el Congreso y convocar a elecciones parlamentarias.
El Presidente de la República puede convocar a sesión extraordinaria del Congreso de la República si el Congreso no está reunido. 
El Presidente del Consejo de Ministros o el ministro individualmente debe exponer las razones de la solicitud frente al pleno del Parlamento. El Congreso debate sobre lo planteado y finalmente vota. La cuestión de confianza se aprueba por mayoría simple; es decir por más síes que noes; siempre y cuando las abstenciones no superen el número de votos a favor o en contra. Según la Constitución Política del Perú, si el Congreso no extiende la Cuestión de Confianza, el ministro queda obligado a renunciar. Si el Congreso no le extiende la confianza al Presidente del Consejo de Ministros, se produce la crisis total del Gabinete
Si se censura o niega el voto de confianza a dos gabinetes de un mismo gobierno, el presidente de la República puede disolver el Congreso. El decreto respectivo deberá incluir una convocatoria a nuevas elecciones congresales dentro de los 4 meses posteriores a la disolución.
La Constitución también precisa que la Comisión Permanente del Parlamento seguirá en funciones y que el Congreso no puede ser disuelto en su último año de mandato.